# Jimmy Jean-Louis
Jimmy Jean-Louis (Petion-Ville, 8 de agosto de 1968) é um actor e modelo Haitiano mais conhecido pelo seu papel na série da NBC Heroes como Rene, "O Haitiano". Nascido em Petion-Ville, Haiti, mudou-se para Paris ainda jovem de modo a poder seguir a carreira de modelo. As suas primeiras participações aconteceram no teatro musical Francês e em anúncios para a televisão. Depois de se fixar em Los Angeles no final dos anos 1990, teve pequenas participações em The Bourne Identity e em Arliss antes de conseguir papéis mais importantes na televisão e no cinema.
Jean-Louis é fanático por futebol e pertence ao Hollywood United F.C., uma equipa composta maioritariamente por celebridades e antigos profissionais.

## Filmografia
- Le Secret d'Emmanuelle (1992)
- Emmanuelle à Venise (1993)
- Arli$$ (2001)
- The Bourne Identity (2002)
- Lágrimas do Sol (2003)
- Hollywood Homicide (2003)
- Cousines (2005)
- Uma Sogra de Fugir (2005)
- The Shield (2005)
- The Game of Their Lives (2005)
- Heroes (2006)
- Phat Girlz (2006)
- Le President a-t-il Le Sida (2006)
- The Ball Is Round (2008)
- Diary of a Tired Black Man (2009)
- Arrow (2013)